# 西清古鑑
『西清古鑑』（せいせいこかん）は、1749年（乾隆14年）中国で成立した書物。中国の青銅器・銭貨等の図録。乾隆帝の勅命により梁詩正らが編纂した。

## 概要
乾隆年間に編纂された初の銅器図録である。4105点の器物が収録されており、朝廷が編纂した伝世の図録としては最大規模となっている。宋の図録『博古図』を参考に制作され、考証が加えられている。
続編に『寧寿鑑古』『西清続鑑 甲編』『西清続鑑 乙編』があり、「西清四鑑」「乾隆四鑑」と総称される。